# Арно (архієпископ Зальцбурга)
Арно (Арнон) (нім. Arno; бл. 750 — 24 січня 821) — церковний діяч часів Каролінзької імперії, 1-й архієпископ Зальцбурга.

## Життєпис
Походив з баварського шляхетського роду Фагана. Народився між 740 і 750 роками в Ізені. У ранньому віці долучився до церковного життя. Навчався в абатстві Вайенштефан у Фрайзінгу. У 765 році він був висвячений на диякона, а в 776 або 777 році — на священика. Згодом став ченцем бенедиктинського абатства Сент-Аманду (Фландрія), де він познайомився з Алкуїном. 782 року обрано абатом цього монастиря.
У 785 році був призначений єпископом Зальцбурга, а в 787 році був призначений Тассілоном III, герцогом Баварії, посланцем до франкського короля Карла I, а також мав заступитися за дії герцога перед папою римським Адріаном I. Тут він привернув увагу останнього. 788 року після повалення Тассілона III стає наближеною особою до Карла I. За допомогою диякона Бенедикта близько 788 року почав складати каталог власності, що належала церкві в Баварії під назвою «Indiculus» (інша назва Congestum Arnonis), який було завершено 790 року й затверджено франкським королем.
Із 791 року виконував дипломатичні доручення франкського короля. За підтримки Карла I у 798 році Зальцбурзька єпархія набула статусу архієпископства, а Арно став першим архієпископом та митрополитом Баварії, отримавши палій від папи римського Лева III. Тепер йому підпорядковувалися суфраганні єпископства Фрайзінгу, Нойбургу, Пассау, Регенсбургу та Себена, Карантанія до гирла Драви і Паннонія. Територія його влади була розширена на схід завдяки завоюванням франків над Аварським каганатом. Спрямував священика-місіонера Інго разом із 13 іншими священиками до Карантанії, які працювали там із 785 по 798 рік. Арно отримав від короля дозвіл на відновлення хорєпископату Карантанії, очільником якого призначив Теодоріка. За порадою Алкуїна запровадив так звану «слов'янську десятину», що була значно менша за церковну десятину і являла собою постійний податок.
За цим почав брати помітну участь в урядуванні в Баварії, діючи як один з missi dominici (уповноважений королівський чиновник). Він заснував бібліотеку в Зальцбурзі на основі власної збірки (мав 150 книг), іншим чином сприяв інтересам науки та головував на кількох синодах, покликаних покращити стан церкви в Баварії. У 799 році супроводжував папу римського Лева III назад до Рима, а також був присутній на імператорській коронації Карла I в Римі 25 грудня 800 року.
Провів деякий час при дворі Карла I, де його звали Аквіла («Орел»), що є перекладом латиною німецького імені Арно. Брав участь у науковому товаристві «Академія». 809 року саме на основі пропозицій Арно Аахенський церковний собор у 809 році прийняв свої рішення щодо підтримки філіокве. Його ім'я фігурує як одне з підписантів заповіту франкського імператора.
У 814 році припинив політичну діяльність свого життя, хоча зберіг своє архієпископство до своєї смерті 24 січня 821 року.

## Творчість
Підтримував створення різних праць, зокрема «Зальцбурзького консуетудінарія». Вільгельм фон Гізебрехт припустив, що Арно був автором раннього розділу «Laurissenses majores», що зберігся в копії в Лоршському монастирі, яка стосується історії франкських королів з 741 до 829 року. З огляду на це, Арно був першим, хто застосував назву Deutsch (німецький) до німецької мови.